# Georg Karl von Hessen-Darmstadt

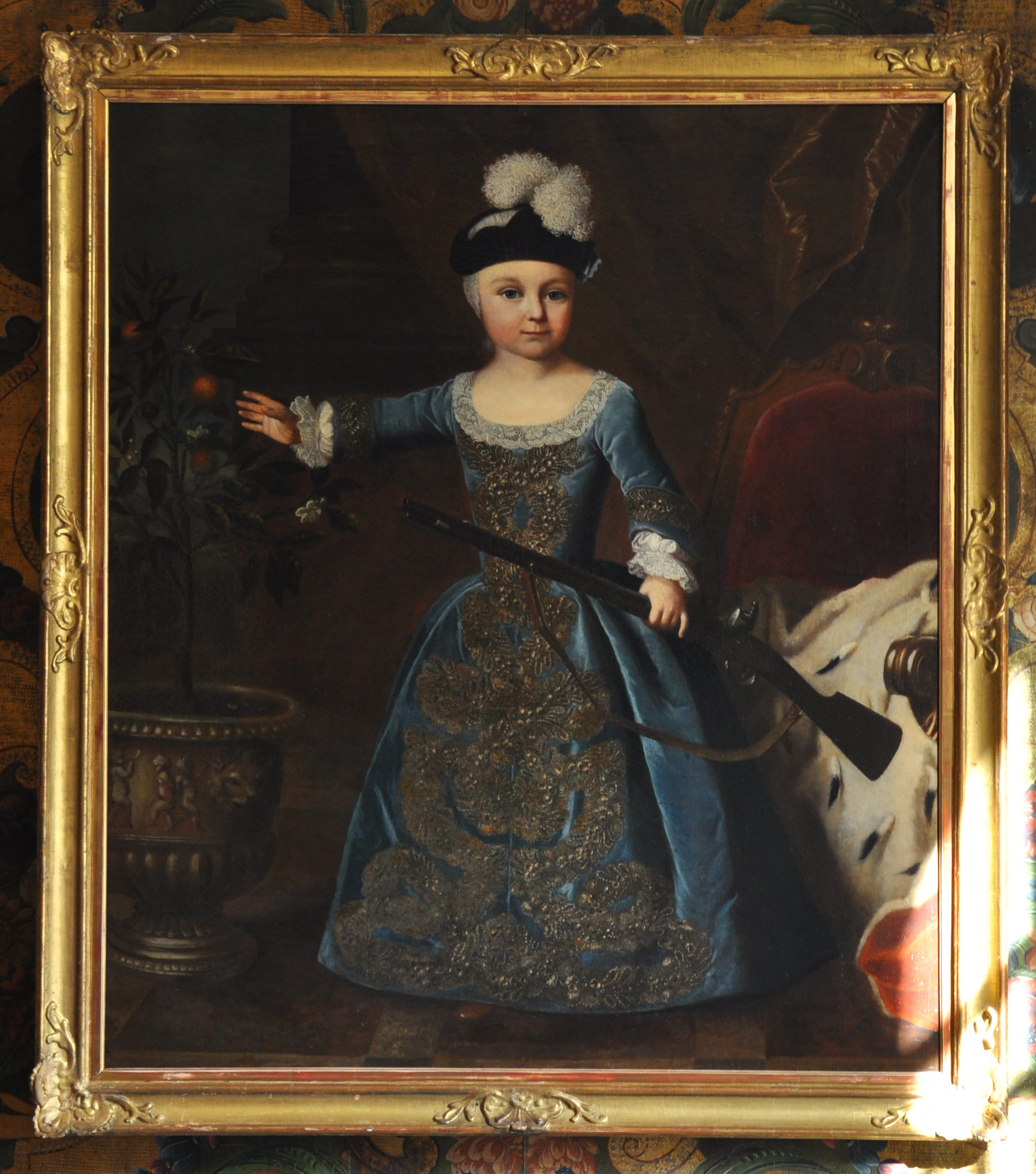
Prinz Georg Karl von Hessen-Darmstadt als Kleinkind (Schlossmuseum Darmstadt)

Georg Karl von Hessen-Darmstadt (* 14. Juni 1754 in Darmstadt; † 28. Januar 1830 in Neustrelitz) war ein deutscher Prinz aus dem Hause Hessen-Darmstadt.

## Leben
Prinz Georg Karl von Hessen-Darmstadt war der dritte Sohn von Georg Wilhelm von Hessen-Darmstadt und seiner Frau Prinzessin Maria Luise Albertine von Leiningen-Dagsburg-Falkenburg.
Mit Johann Heinrich Merck hatte er verschiedentliche Geldgeschäfte laufen, die im Sommer 1788 schließlich zum Erliegen von dessen im Frühjahr 1787 gegründeten Baumwollfabrikation beitrugen.
Georg Karl wurde unehrenhaft aus der Armee entlassen (vermutlich wegen eines Mordes im Affekt) und musste in die Verbannung nach Ober-Ungarn gehen, wo er sich in der deutschen Verwaltungsenklave Schüttrisberg-Schemnitz (heute Bánky-Banská Štiavnica) niederließ. Hier hat er über die deutsch-evangelische Kirche weiterhin seine Apanage bekommen. 
Er schloss eine nicht standesgemäße Ehe, so dass seine Nachkommen vom Haus Hessen ausgeschlossen wurden. Sein Sohn Georg Hesz (* 1780; † 1856) widmete sich der Technisierung des Silberbergbaus in der Region. Nach dem Tod seines Bruders Ludwig Georg Karl von Hessen-Darmstadt im Jahre 1823 erklärte er sich zur Unterstützung von dessen beiden unstandesgemäßen Töchtern bereit.
Georg Karl starb am 28. Februar 1830 in der Residenz seines Neffen, des Großherzogs Georg von Mecklenburg-Strelitz, in Neustrelitz und wurde am 2. Februar in der Fürstengruft in der Schlosskirche Mirow beigesetzt. Dort ruhte neben seinen Schwestern Friederike von Mecklenburg-Strelitz und Charlotte von Mecklenburg-Strelitz auch seine Mutter.
Das Haus Hessen-Darmstadt hat alle Nachweise über Georg Karl (über seine Heirat und Nachkommen) aufgekauft und vernichten lassen. In den Stammtafeln zur Geschichte der Europäischen Staaten, Marburg 1953, Band I, Tafel 104, wird er ohne eheliche Verbindung und ohne Nachkommen aufgeführt.